# Palmer (Míchigan)
Palmer es un lugar designado por el censo ubicado en el condado de Marquette en el estado estadounidense de Míchigan. En el Censo de 2010 tenía una población de 418 habitantes y una densidad poblacional de 272,16 personas por km².

## Geografía
Palmer se encuentra ubicado en las coordenadas 46°26′37″N 87°34′54″O / 46.44361, -87.58167. Según la Oficina del Censo de los Estados Unidos, Palmer tiene una superficie total de 1.54 km², de la cual 1.54 km² corresponden a tierra firme y (0%) 0 km² es agua.

## Demografía
Según el censo de 2010, había 418 personas residiendo en Palmer. La densidad de población era de 272,16 hab./km². De los 418 habitantes, Palmer estaba compuesto por el 97.13% blancos, el 0% eran afroamericanos, el 1.67% eran amerindios, el 0.24% eran asiáticos, el 0% eran isleños del Pacífico, el 0% eran de otras razas y el 0.96% pertenecían a dos o más razas. Del total de la población el 0.48% eran hispanos o latinos de cualquier raza.